# 彭郁雯
彭郁雯，臺北市人，爵士鋼琴演奏家和作曲家，絲竹空爵士樂藝術總監。
畢業於臺北第一女子高級中學、台灣大學社會系、美國柏克萊音樂學院(Berklee College of Music)，主修爵士理論作曲與爵士鋼琴。
在台灣大學就讀期間，利用課餘時間修習電子琴演奏，在眾多演奏曲中，彭郁雯最喜愛的就是swing這項特殊拍型，由於該元素在爵士樂中大幅被運用，因此也可以說：與swing的相遇，開啟了彭郁雯的爵士樂之門。1994-96年間赴美國柏克萊音樂學院(Berklee College of Music)學習爵士鋼琴演奏、爵士理論作曲與配器法。
1997年在台創立「變形蟲爵士樂團」，組合薩克斯風、小號等西洋爵士樂器，首次將自己的夢想種在她生長的地方。1999-2000年間完成音樂學院學業，2003開始與柳葉琴演奏家陳怡蒨合作，以《鳳陽花鼓狂想曲》為發軔，陸續寫就並編纂數首以國樂樂器演奏的爵士樂曲，包括2004年的寒鴉戲水三部曲：水畔、寒鴉、嬉水(收錄於首張專輯《絲竹空》)等等。2005年一切彷彿水到渠成，由於累積了一定數量的國樂爵士樂作品，同時也需要有一群固定的樂手能夠不斷將這些作品搬上舞台，因此便與好友如吳政君、藤井俊充等人成立「絲竹空爵士樂團」，專門以國樂樂器來演奏爵士樂，和「變形蟲」的西洋爵士樂遙相輝映。
絲竹空爵士樂團成立至今已在世界各地演出超過200場，期間錄製之專輯多次入圍金曲獎，2009年第二張專輯《紙鳶》獲「最佳專輯」與「最佳製作人」兩項金曲獎。2012推出的最新專輯《旋轉》，增加了更多元的作曲元素與配器的可能，展現出爵士樂驚人的度量與腹地。有趣的是，在此張專輯中收錄的《京劇回憶錄》，除了京劇的板腔與旋律線之外，亦加入了大量京劇鑼鼓經的元素，也可以說在本張專輯中，絲竹空樂團已然悄悄地觸探中國傳統戲曲此一極為重要的藝術領域。

## 專輯
```
 • 2007年 發行首張同名專輯《絲竹空》。
 • 2009年 發行第二張專輯《紙鳶》。
 • 2012年 發行第三張專輯《旋轉》。
 • 2016年 發行第四張專輯《手牽手》。
```

## 獎項
```
 •
入圍

   • 2008年 入圍第19屆金曲獎流行演奏類「最佳專輯獎」、「最佳專輯製作人獎」。
   • 2012年 入圍第三屆金音獎「最佳爵士專輯獎」、「最佳爵士單曲獎」。榮獲金榕樹獎「最佳爵士唱片奬」。
```

```
 •
獲獎

   • 2009年 《紙鳶》，榮獲第21屆金曲獎流行演奏類「最佳專輯獎」、「最佳專輯製作人獎」（彭郁雯）。
   • 2010年 音樂總監彭郁雯以專輯《紙鳶》，獲得第一屆金音獎《最佳樂手獎》。
   • 2010年 第21屆金曲獎流行演奏專輯最佳專輯製作人獎。
   • 2011年 榮獲第二屆金音獎《最佳現場演出獎》。
   • 2013年 《旋轉》專輯榮獲第十三屆華語音樂傳媒大獎「最佳爵士／藍調藝人」。
```

## 其他
```
 • 2005年 多次嘗試跨界改編與創作的爵士鋼琴家彭郁雯，邀集國內爵士樂界及國樂界專業音樂家，組成絲竹空爵士樂團。
 • 2009年 獲選為臺北市傑出演藝團隊。
 • 2009年 第二張專輯《紙鳶》，美國爵士樂權威網站All About Jazz專文推薦。受新聞局委託代表臺灣於薩爾瓦多、尼加拉瓜、宏都拉斯、多明尼加
          等中美四國巡演。
 • 2012年 發行第三張專輯《旋轉》，獲美國專業權威網站All About Jazz專文推薦，為臺灣第一支受邀至北美最具規模音樂展《加拿大音樂週》的爵
          士樂團。
 • 2014年 受邀參加《新加坡華藝節》、《澳門爵士音樂節》演出。
 • 2015年 成軍十週年，舉辦《十歲・拾穗》十週年音樂會。受邀至法國Jazzycolors爵士音樂節、法國參議院台灣文化之夜與西班牙Jazz Circulo 
          爵士音樂節演出。
 • 2016年發行第四張專輯《手牽手》，透過募資平台flying V成功募集到新台幣650,310元。
```